# 篠原一男
篠原 一男（しのはら かずお、1925年4月2日 - 2006年7月15日）は、日本の建築家。

## 来歴
静岡県生まれ。1947年東京物理学校卒業後、東北大学で数学を専攻。建築に転向し東京工業大学建築学科で清家清に師事。1953年卒業後、1986年定年退官に至るまで東工大の教壇に立ち、プロフェッサーアキテクトとして、住宅を中心とする前衛的な建築作品を一貫して手がけた。
磯崎新と並んでメタボリズム後の日本建築界のリーダーと目され、特に1970年代以降の住宅建築デザインに多大な影響を与えている。坂本一成、白澤宏規、長谷川逸子、葛西潔、葛西秀一郎、高橋寛、高橋晶子、武田光史、西村博司、坂牛卓、安田幸一ら篠原研究室出身者の他、伊東豊雄へも直接的な影響を与えており、彼らは、篠原のカリスマ性や哲学的スタイルから「篠原スクール」「エピステーメー派」などと称された。隈研吾は安藤忠雄への影響も指摘し、安藤が基本的に篠原の「抽象的な空間」の継承者であると述べている。
東工大教授の他、イェール大学客員教授、ウィーン工科大学客員教授、神奈川大学特任教授などを歴任。また、清家清の勧めで桑沢デザイン研究所でも教鞭をとった。新建築住宅設計競技などで審査員を務めた。

## 作品

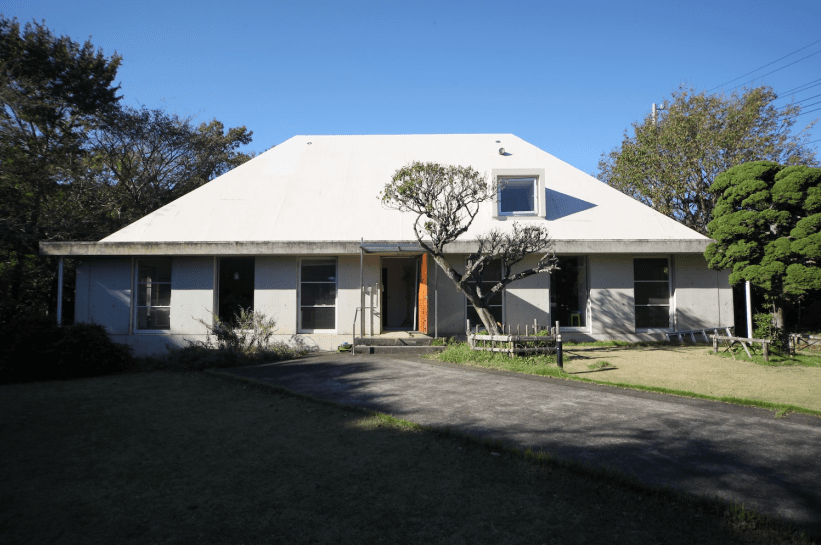
愛鷹裾野の住宅

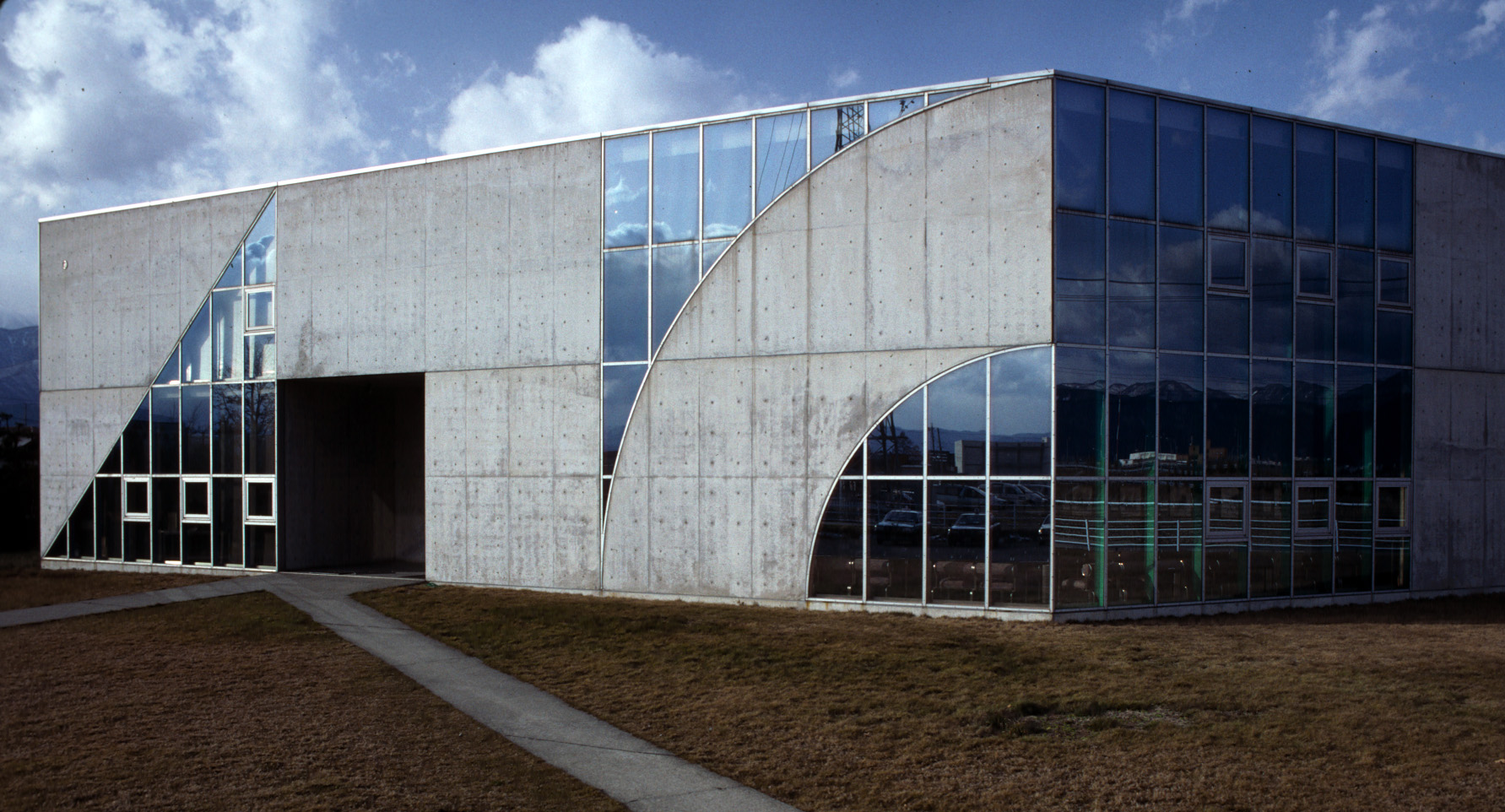
日本浮世絵博物館

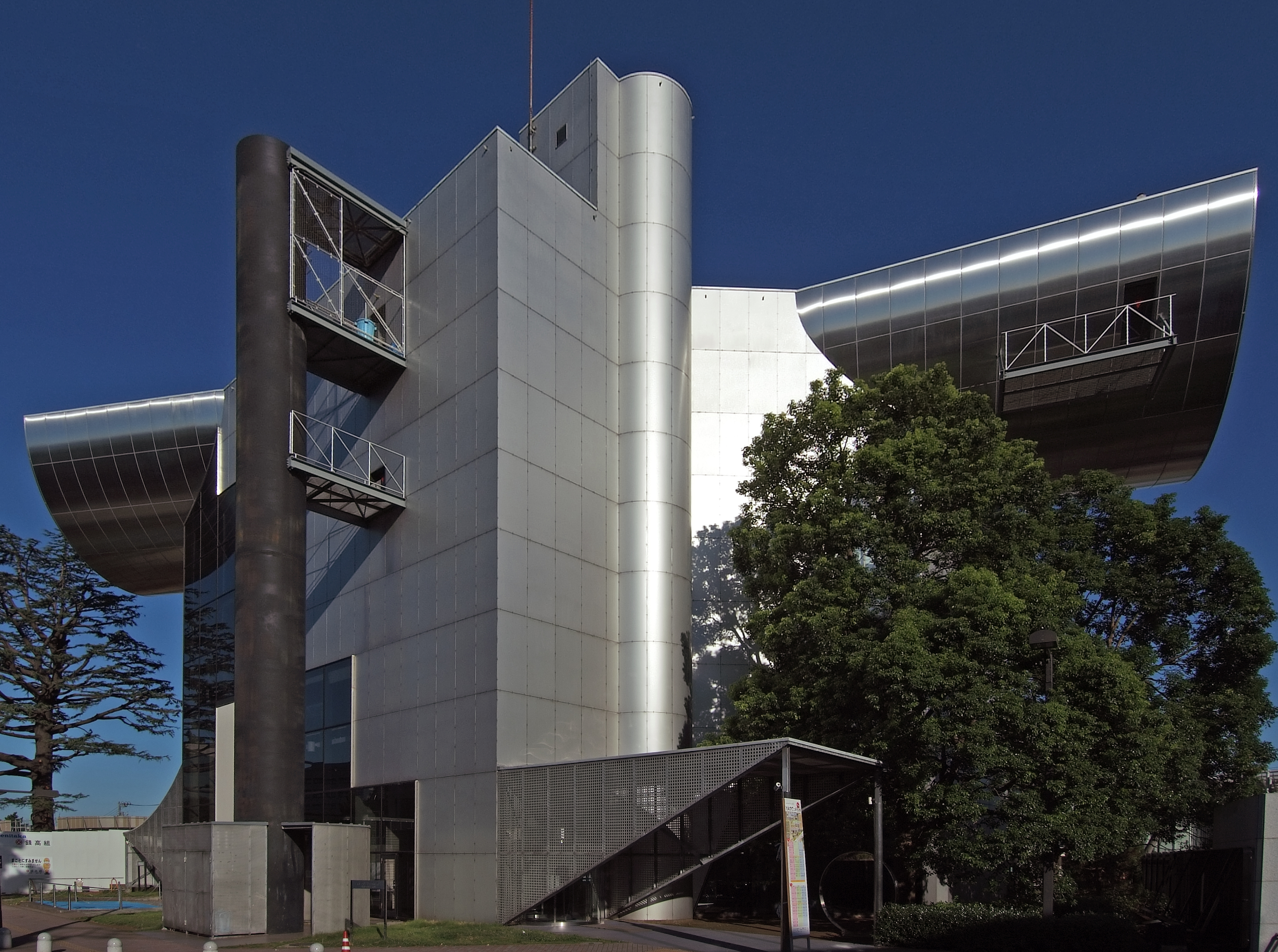
東京工業大学百年記念館

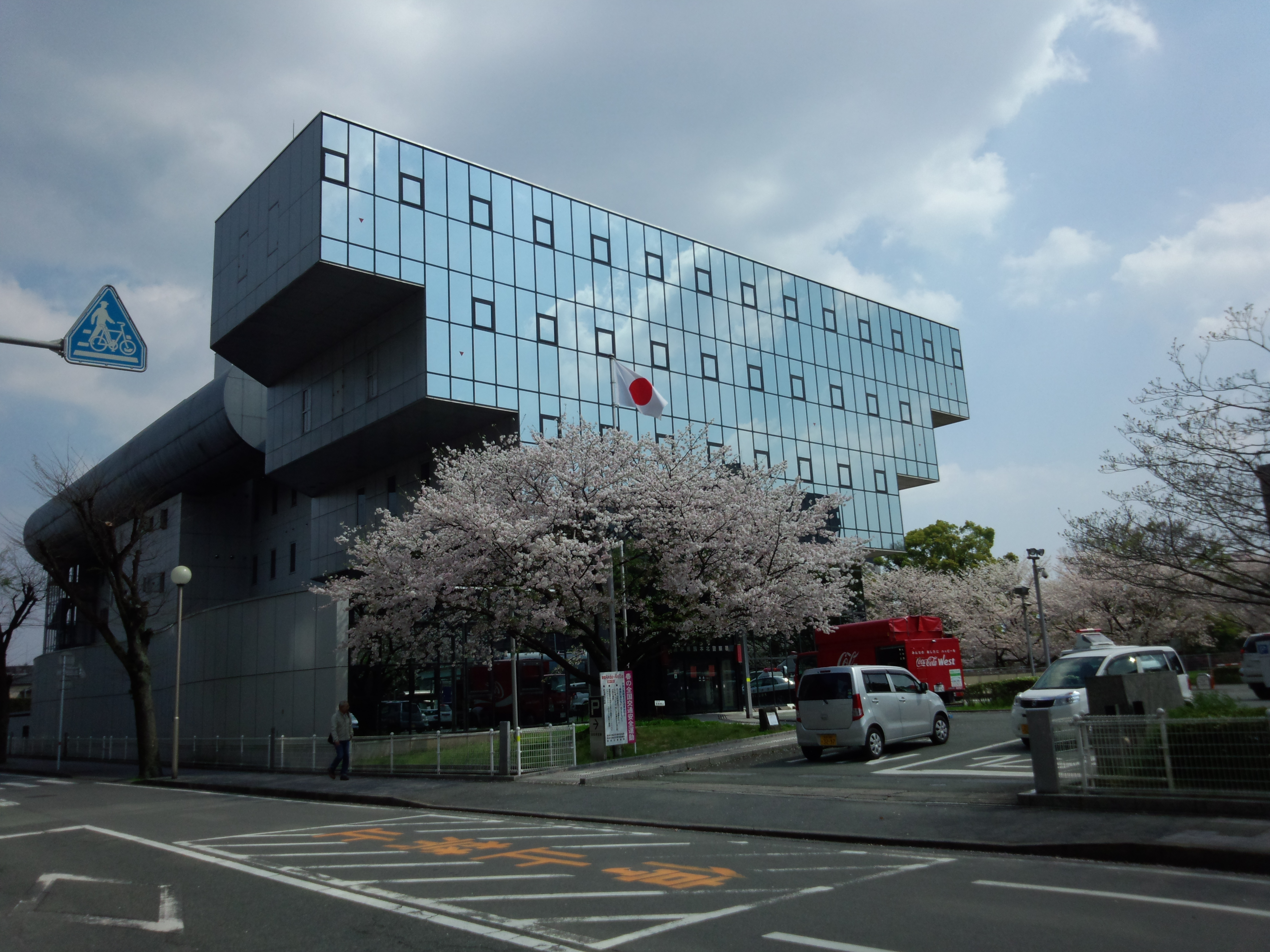
熊本北警察署（現：熊本中央警察署）

| 竣工年 | 作品                                         | 所在地             | 備考     |
| ------ | -------------------------------------------- | ------------------ | -------- |
| 1954年 | 久我山の家                                   | 東京都杉並区       |          |
| 1958年 | 久我山の家 その２                            | 東京都杉並区       |          |
| 1958年 | 谷川さんの家                                 | 東京都杉並区       |          |
| 1960年 | 狛江の家                                     | 東京都狛江市       |          |
| 1960年 | 茅ヶ崎の家                                   | 神奈川県茅ケ崎市   |          |
| 1961年 | から傘の家                                   | 東京都練馬区       |          |
| 1961年 | 大屋根の家                                   | 東京都大田区       | 現存せず |
| 1961年 | 城山の家                                     | 福島県いわき市平   |          |
| 1963年 | 土間の家                                     | 長野県御代田町     |          |
| 1965年 | 花山北の家                                   | 神戸市長田区       |          |
| 1966年 | 朝倉さんの家                                 | 東京都渋谷区       |          |
| 1966年 | 白の家                                       | 東京都杉並区       |          |
| 1966年 | 地の家                                       | 東京都練馬区       |          |
| 1967年 | 山城さんの家                                 | 横浜市磯子区       |          |
| 1968年 | 花山南の家                                   | 神戸市長田区       |          |
| 1968年 | 鈴庄さんの家                                 | 神奈川県葉山町     | 現存せず |
| 1970年 | 未完の家                                     | 東京都杉並区       |          |
| 1970年 | 篠さんの家                                   | 東京都練馬区       |          |
| 1971年 | 直方体の森 （現 中村正義の美術館）           | 川崎市多摩区       |          |
| 1971年 | 同相の谷                                     | 東京都大田区       |          |
| 1971年 | 海の階段                                     | 東京都練馬区       |          |
| 1971年 | 空の矩形                                     | 東京都世田谷区     |          |
| 1972年 | 久ヶ原の住宅                                 | 東京都大田区       |          |
| 1973年 | 東玉川の住宅                                 | 東京都世田谷区     |          |
| 1973年 | 成城の住宅                                   | 東京都世田谷区     |          |
| 1974年 | 直角３角柱                                   | 山梨県山中湖村     |          |
| 1974年 | 谷川さんの住宅                               | 群馬県長野原町     |          |
| 1975年 | 軽井沢旧道の住宅                             | 長野県軽井沢町     |          |
| 1976年 | 糸島の住宅                                   | 福岡県糸島郡志摩町 |          |
| 1976年 | 上原通りの住宅                               | 東京都渋谷区       |          |
| 1977年 | 花山第３の住宅                               | 兵庫県神戸市       |          |
| 1977年 | 愛鷹裾野の住宅                               | 静岡県沼津市       |          |
| 1978年 | 上原曲がり道の住宅                           | 東京都渋谷区       |          |
| 1980年 | 花山第４の住宅                               | 兵庫県神戸市       |          |
| 1981年 | 高圧線下の住宅                               | 東京都世田谷区     |          |
| 1982年 | 日本浮世絵博物館                             | 長野県松本市       |          |
| 1982年 | 東玉川コンプレックス                         | 東京都世田谷区     |          |
| 1984年 | ハウス イン ヨコハマ                         | 横浜市港北区       | 現存せず |
| 1987年 | 東京工業大学百年記念館                       | 東京都目黒区       |          |
| 1988年 | ハネギコンプレックス                         | 東京都世田谷区     | 現存せず |
| 1988年 | テンメイハウス                               | 横浜市鶴見区       |          |
| 1988年 | 花山の病院                                   | 神戸市長田区       |          |
| 1990年 | K2ビルディング                               | 大阪市都島区       |          |
| 1990年 | 熊本北警察署（2017年10月より熊本中央警察署） | 熊本市中央区       |          |

## 受賞
- 1972年 - 日本建築学会賞（「未完の家」以降の一連の住宅）
- 1989年 - 芸術選奨文部大臣賞
- 1990年 - 紫綬褒章
- 1997年 - 毎日芸術賞特別賞
- 2000年 - 勲三等旭日中綬章[4]
- 2005年 - 日本建築学会大賞
- 2010年 - ヴェネツィア・ビエンナーレ特別記念金獅子賞（没後）

## 著書
- 『住宅建築』（1964年）
- 『住宅論』（1970年）
- 『続住宅論』（1975年）
- 『篠原一男』（1996年）
- 『超大数集合都市へ』（2001年）
- 『篠原一男経由 東京発東京論』（2001年）